# 張子英
張子英（1914年—1946年），越南民族主義革命家，大越國民黨創始人。

## 外部鏈接
- TIỂU SỬ ĐẢNG TRƯỞNG （页面存档备份，存于）